# Le Souffle (film)
Pour les articles homonymes, voir Le Souffle et Le Souffle (Bernhard).
Pour plus de détails, voir Fiche technique et Distribution.
Le Souffle est un film français écrit et réalisé par Damien Odoul, sorti en 2001. Il a reçu le Grand Prix du Jury et le prix Fipresci en 2001 au Festival de Venise tandis que Pierre-Louis Bonnetblanc obtient le prix Michel-Simon en 2002.

## Synopsis
David est en vacances chez ses oncles dans une ferme du limousin. Le passage à l'âge adulte de l'adolescent sera rude. Un méchoui, une première cuite, de curieuses rencontres, en seront quelques-unes des étapes. 

## Distribution
- Pierre-Louis Bonnetblanc : David
- Dominique Chevallier : Jacques, oncle de David
- Maxime Dalbrut : Paul, oncle de David
- Jean-Claude Lecante : Jean-Claude
- Stéphane Terpereau : Stef
- Pierre Lasvaud : Pierrot
- Laurent Simon : Matthieu
- Laure Magadoux : Aurore
- Françoise Masset : la mère d'Aurore
- Yvon Repérant : le père d'Aurore
- Antoine Lacomblez : Gérard, le père de Matthieu